# Hassan Diab
Hassan Diab (in arabo  حسان دياب ‎?; Beirut, 1º giugno 1959) è un politico libanese, Primo ministro del Libano dal 21 gennaio 2020 al 10 settembre 2021.
La nomina a capo del governo era giunta il 19 dicembre 2019 dal Presidente Michel Aoun in seguito alle proteste in Libano che portarono alle dimissioni di Saʿd Ḥarīrī. È stato Ministro dell'istruzione dal 2011 al 2014.

## Biografia
Nato a Beirut nel 1959, si è laureato in ingegneria delle comunicazioni alla Leeds Metropolitan University nel 1981. Quindi ha ottenuto un master in ingegneria dei sistemi alla Università del Surrey nel 1982, e un dottorato di ricerca in ingegneria inforrmatica alla Università di Bath nel 1985.
Diab, accademico di carriera, si è unito all'Università americana di Beirut come professore di ingegneria elettrica nel 1985. Ha pubblicato oltre 150 articoli su riviste e conferenze scientifiche. Si è definito un sostenitore della riforma dell'istruzione in Libano e ha anche scritto libri sull'argomento, ricoprendo il ruolo di vicepresidente per i programmi esterni regionali presso l'AUB da ottobre 2006 a giugno 2011.
Il 13 giugno 2011, Diab è stato nominato ministro dell'istruzione nel gabinetto di Najib Mikati, in sostituzione di Hasan Mneimneh.  Il 15 febbraio 2014 ha lasciato l'incarico a Elias Abu Saab.
Il 10 agosto 2020, Diab si è dimesso all'indomani dell'esplosione di Beirut a causa della crescente pressione politica e della rabbia nei confronti del governo libanese per la sua incapacità di prevenire il disastro, esacerbata dalle tensioni politiche esistenti e dagli sconvolgimenti all'interno del paese, ma è rimasto in carica per gli affari correnti fino al 10 settembre 2021.

## Vita privata
Diab è sposato con Nuwar Mawlawi. La coppia ha tre figli. È un mussulmano sunnita.